# Bloodmonkey - Le scimmie assassine
Bloodmonkey - Le scimmie assassine è un film statunitense del 2007, diretto da Robert Young.

## Trama
Un gruppo di studiosi intraprende una ricerca approfondita su delle scimme, salvo poi scoprire che queste sono molto pericolose; lo scopo diventa quindi quello di sopravvivere.